# Luigi Siniscalchi
Luigi Siniscalchi, noto anche con lo pseudonimo di Sinis (Salerno, 24 gennaio 1971), è un fumettista italiano.

## Biografia

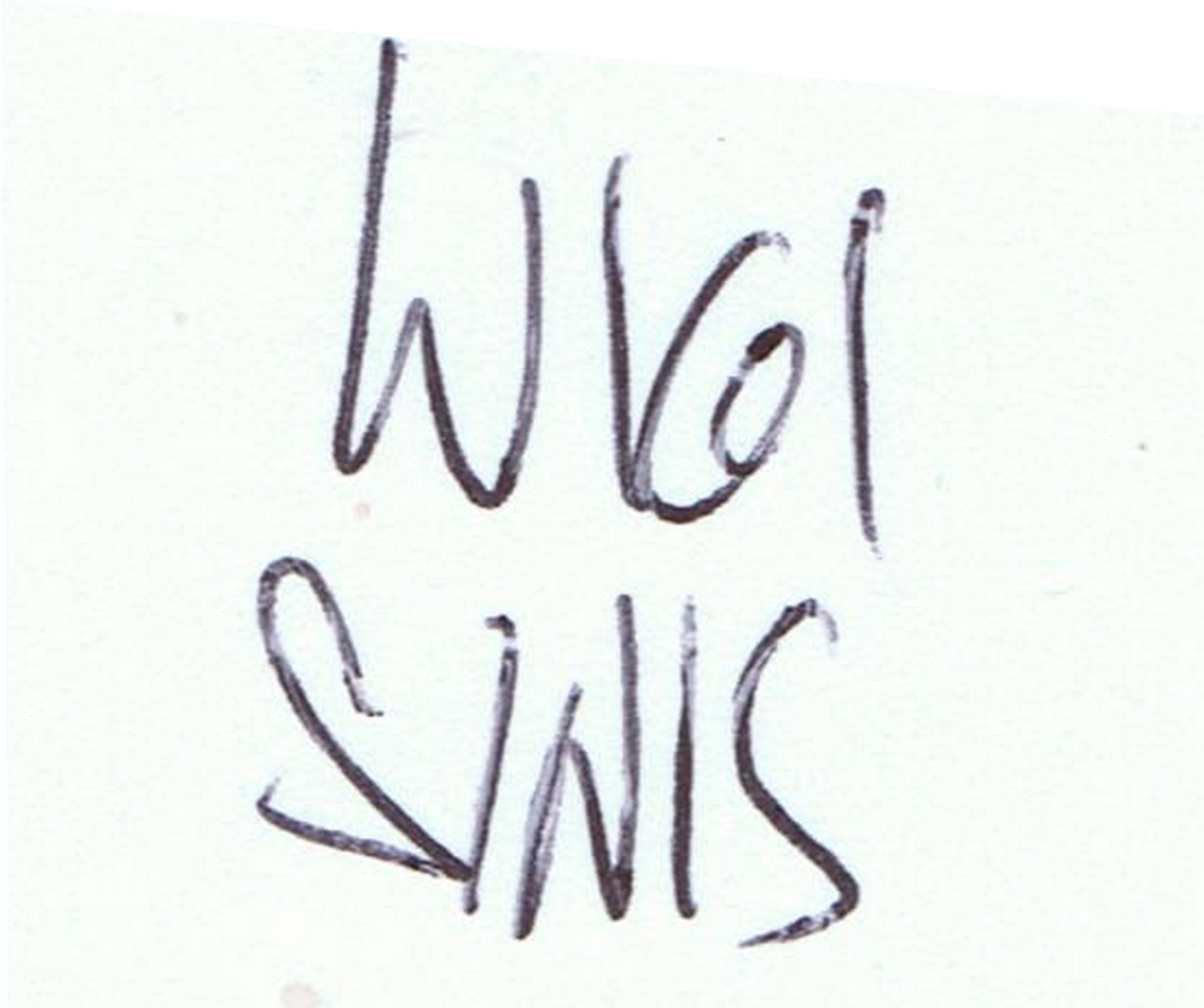
Autografo di Luigi Sinis.

Diplomatosi presso il liceo artistico della città campana, Siniscalchi ha iniziato giovanissimo a lavorare nel mondo dei fumetti come assistente di Giuliano Piccininno su Alan Ford, per poi esordire come disegnatore ufficiale con fumetti erotici  e con Masters of the Universe.
Nel 1989 ha pubblicato su riviste come Splatter e Mostri alcune storie horror.
Poco più che ventenne, Siniscalchi è stato ingaggiato dalla Sergio Bonelli Editore, per cui ha disegnato diversi episodi di Dylan Dog, Martin Mystère, Nick Raider (di cui è diventato un disegnatore simbolo) e tre episodi di Julia - Le avventure di una criminologa.
Successivamente ha fornito il suo contributo grafico a Magico Vento, Demian e Saguaro, con due storie disegnate per ciascun personaggio, ma nell'ambito del fumetto indipendente ha anche collaborato saltuariamente con lo sceneggiatore Enrico Teodorani, creatore di Djustine.
Disegnatore duttile, in grado di passare da un genere all'altro senza particolari problemi evidenti, Siniscalchi ha cambiato diversi stili prima di arrivare a quello attuale. All'esordio in casa Bonelli, i suoi stilemi artistici erano pressoché identici a quelli dei colleghi Bruno Brindisi e Roberto De Angelis (che insieme a lui compongono la cosiddetta "scuola salernitana"), ma col tempo si è allontanato da quel realismo meticoloso preferendo seguire un percorso che lo portasse a sviluppare un segno maggiormente grafico, veloce, giocato sul contrasto di bianchi e neri che gli permette di creare atmosfere di grande fascino.

### Storie per Dylan Dog
- Claudio Chiaverotti (testi), Luigi Siniscalchi (disegni); I killer venuti dal buio, in Dylan Dog n. 78, Sergio Bonelli Editore, marzo 1993.
- Claudio Chiaverotti (testi), Luigi Siniscalchi (disegni); Fantasmi, in Dylan Dog n. 85, Sergio Bonelli Editore, ottobre 1993.
- Gianfranco Manfredi (testi), Luigi Siniscalchi (disegni); I giorni dell’incubo, in Dylan Dog n. 95, Sergio Bonelli Editore, agosto 1994.
- Claudio Chiaverotti (testi), Luigi Siniscalchi (disegni); L’uccisore di mostri, in Almanacco della Paura n. 5, Sergio Bonelli Editore, aprile 1995.
- Gianfranco Manfredi (testi), Luigi Siniscalchi (disegni); L’orrenda invasione, in Dylan Dog n. 105, Sergio Bonelli Editore, giugno 1995.
- Luigi Mignacco (testi), Luigi Siniscalchi (disegni); I vivi e i morti, in Speciale Dylan Dog n. 9, Sergio Bonelli Editore, ottobre 1995.
- Gianfranco Manfredi (testi), Luigi Siniscalchi (disegni); La governante, in Dylan Dog n. 116, Sergio Bonelli Editore, maggio 1996.
- Giuseppe De Nardo (testi), Piero Dall'Agnol e Luigi Siniscalchi (disegni); Sotto la montagna, in Maxi Dylan Dog n. 35, Sergio Bonelli Editore, febbraio 2019
- Giovanni Eccher (testi), Luigi Siniscalchi (disegni); Il suo nome era guerra, in Dylan Dog n. 396, Sergio Bonelli Editore, settembre 2019

### Storie per Julia
- Giancarlo Berardi & Giuseppe De Nardo (testi), Luigi Siniscalchi (disegni); La lunga notte di Sheila, in Julia n. 7, Sergio Bonelli Editore, aprile 1999.
- Giancarlo Berardi & Michelangelo La Neve (testi), Luigi Siniscalchi (disegni); Cyrano, in Julia n. 13, Sergio Bonelli Editore, ottobre 1999.
- Giancarlo Berardi, Giuseppe De Nardo & Maurizio Mantero (testi), Luigi Siniscalchi (disegni); Ore sospese, in Julia n. 23, Sergio Bonelli Editore, agosto 2000.

### Storie per Magico Vento
- Gianfranco Manfredi (testi), Luigi Siniscalchi (disegni); Scontro finale, in Magico Vento n. 106, Sergio Bonelli Editore, ottobre 2006.
- Gianfranco Manfredi (testi), Luigi Siniscalchi (disegni); Le cannibali, in Magico Vento n. 110, Sergio Bonelli Editore, giugno 2007.
- Gianfranco Manfredi (testi), Luigi Siniscalchi (disegni); Il sole sbarrato, in Magico Vento n. 115, Sergio Bonelli Editore, aprile 2008.
- Gianfranco Manfredi (testi), Luigi Siniscalchi (disegni); Nella terra dei tiranni, in Magico Vento n. 120, Sergio Bonelli Editore, febbraio 2009.
- Gianfranco Manfredi (testi), Luigi Siniscalchi (disegni); Gli occhi del falco, in Magico Vento n. 127, Sergio Bonelli Editore, aprile 2010.

### Storie per Nick Raider
- Gianfranco Manfredi (testi), Luigi Siniscalchi (disegni); Suicidio su commissione, in Nick Raider n. 96, Sergio Bonelli Editore, maggio 1996.
- Gianfranco Manfredi (testi), Luigi Siniscalchi (disegni); Ossessione, in Nick Raider n. 98, Sergio Bonelli Editore, luglio 1996.
- Gianfranco Manfredi (testi), Luigi Siniscalchi (disegni); Cadaveri a sorpresa, in Nick Raider n. 103, Sergio Bonelli Editore, dicembre 1996.
- Gianfranco Manfredi (testi), Luigi Siniscalchi (disegni); Flashback, in Nick Raider n. 110, Sergio Bonelli Editore, luglio 1997.
- Gino D'Antonio (testi), Luigi Siniscalchi (disegni); La mantide, in Speciale Nick Raider n. 9, Sergio Bonelli Editore, luglio 1997.
- Gianfranco Manfredi (testi), Luigi Siniscalchi (disegni); Errore giudiziario, in Nick Raider n. 120, Sergio Bonelli Editore, maggio 1998.
- Alberto Ongaro & Gianluigi Gonano (testi), Luigi Siniscalchi (disegni); Dollari maledetti, in Nick Raider n. 151, Sergio Bonelli Editore, dicembre 2000.
- Stefano Piani (testi), Luigi Siniscalchi (disegni); Delitti all'università, in Nick Raider n. 157, Sergio Bonelli Editore, giugno 2001.
- Stefano Piani (testi), Luigi Siniscalchi (disegni); Uomini Talpa, in Nick Raider n. 162, Sergio Bonelli Editore, novembre 2001.
- Stefano Piani (testi), Luigi Siniscalchi (disegni); Imbrogli e spari, in Nick Raider n. 167, Sergio Bonelli Editore, aprile 2002.
- Stefano Piani (testi), Luigi Siniscalchi (disegni); L’odore dei soldi, in Nick Raider n. 174, Sergio Bonelli Editore, novembre 2002.
- Gino D'Antonio (testi), Luigi Siniscalchi e Ferdinando Tacconi (disegni); Prova Di Coraggio, in Almanacco del Giallo n. 11, Sergio Bonelli Editore, maggio 2003.
- Stefano Piani (testi), Luigi Siniscalchi (disegni); L’esca, in Nick Raider n. 181, Sergio Bonelli Editore, giugno 2003.
- Stefano Piani (testi), Luigi Siniscalchi (disegni); Il rasoio di Occam, in Nick Raider n. 188, Sergio Bonelli Editore, gennaio 2004.
- Claudio Nizzi (testi), Luigi Siniscalchi (disegni); Progetto Dakota, in Nick Raider n. 200, Sergio Bonelli Editore, gennaio 2005.

### Storie per Saguaro
- Bruno Enna (testi), Luigi Siniscalchi (disegni); Ombre nel buio, in Saguaro n. 2, Sergio Bonelli Editore, luglio 2012.
- Bruno Enna (testi), Luigi Siniscalchi (disegni); Uno sporco gioco, in Saguaro n. 7, Sergio Bonelli Editore, dicembre 2012.
- Bruno Enna (testi), Luigi Siniscalchi (disegni); Uccidete il testimone, in Saguaro n. 12, Sergio Bonelli Editore, maggio 2013.
- Bruno Enna (testi), Luigi Siniscalchi (disegni); Il nido dell'aquila, in Saguaro n. 16, Sergio Bonelli Editore, settembre 2013.
- Bruno Enna (testi), Luigi Siniscalchi (disegni); Il killer, in Saguaro n. 24, Sergio Bonelli Editore, maggio 2014.
- Bruno Enna (testi), Luigi Siniscalchi e Alessandro Vitti (disegni); Verità nascoste, in Saguaro n. 30, Sergio Bonelli Editore, novembre 2014.
- Bruno Enna (testi); Luigi Siniscalchi (disegni), Il nemico, in Saguaro n. 34, Sergio Bonelli Editore, marzo 2015.
- Bruno Enna (testi), Luigi Siniscalchi (disegni), oltre l'orizzonte, in Saguaro n. 35, Sergio Bonelli Editore, aprile 2015.

### Storie per Martin Mystère
- Giuseppe Pederiali (testi); Luigi Siniscalchi (disegni), La biblioteca dimenticata, in Martin Mystère n. 144, Sergio Bonelli Editore, marzo 1994.
- Stefano Santarelli & Alfredo Castelli (testi); Luigi Siniscalchi (disegni), Il ritorno dei Titani, in Almanacco del Mistero Extra n. 7, Sergio Bonelli Editore, maggio 2000
- Alfredo Castelli (testi); Luigi Siniscalchi e Corrado Roi (disegni); Bentornato in Zona X, in Maxi Martin Mystère n. 5, Sergio Bonelli Editore, luglio 2014

### Storie per Demian
- Pasquale Ruju (testi), Luigi Siniscalchi (disegni); La nave fantasma, in Demian n. 2, Sergio Bonelli Editore, giugno 2006.
- Pasquale Ruju (testi), Luigi Siniscalchi (disegni); Yakuza!, in Demian n. 8, Sergio Bonelli Editore, dicembre 2006.

### Storie per Cassidy
- Pasquale Ruju (testi), Luigi Siniscalchi (disegni); La storia di “Lazaro”, in Cassidy n. 10, Sergio Bonelli Editore, febbraio 2011.
- Pasquale Ruju (testi), Luigi Siniscalchi (disegni); Pronto a morire, in Cassidy n. 17, Sergio Bonelli Editore, settembre 2011.